# Esplanade Claude-Luter
L'esplanade Claude-Luter est une voie située dans le quartier Saint-Fargeau du 20e arrondissement de Paris. 

## Situation et accès
L'esplanade se situe dans le quartier de la porte des Lilas. Elle débute place du Maquis-du-Vercors et se termine voie Alphonse-Loubat.
L'esplanade Claude-Luter est desservie à proximité par les lignes 3 bis et 11 à la station Porte des Lilas.

## Origine du nom

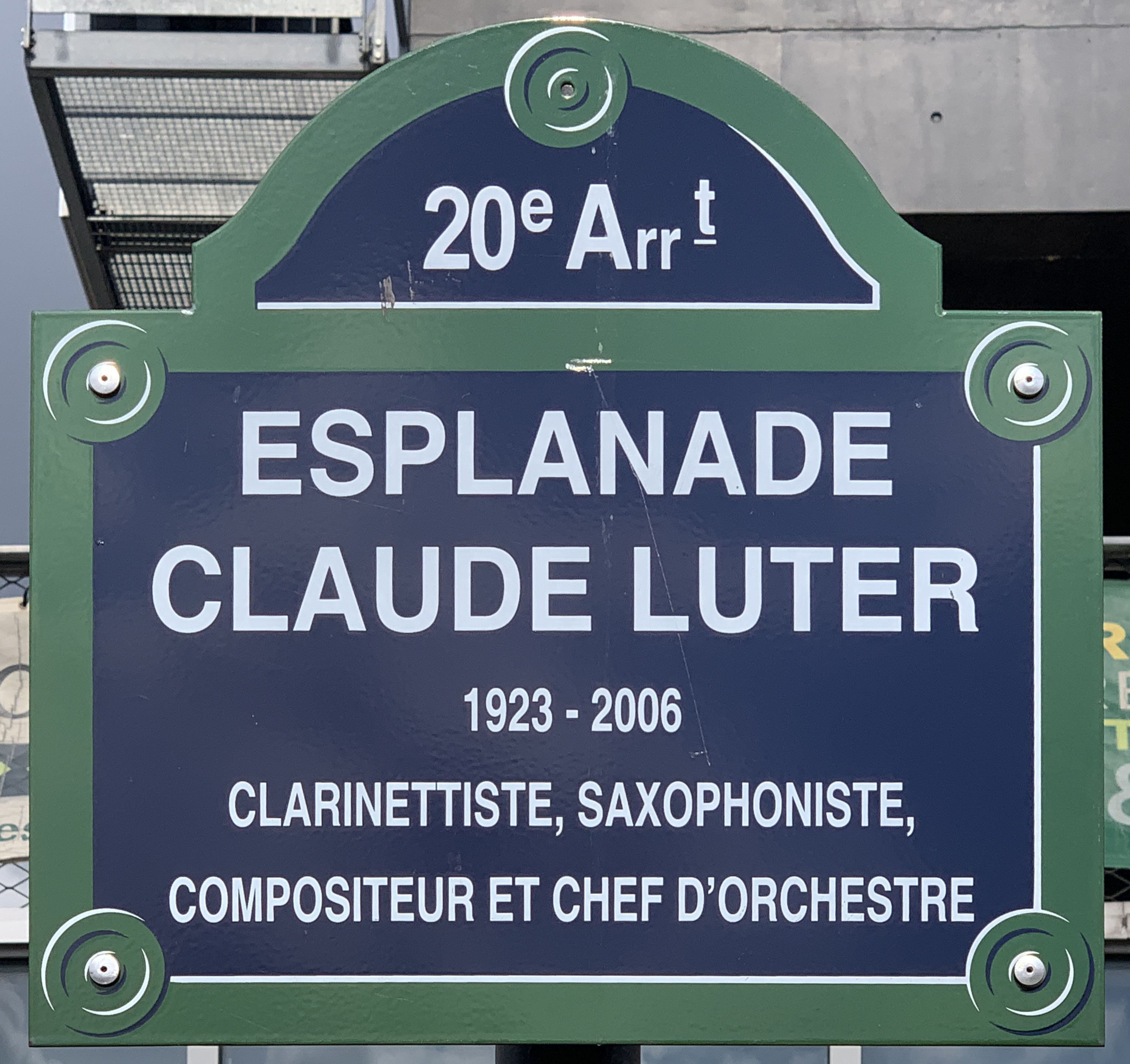
Plaque de l'esplanade.

Cette esplanade rend hommage au clarinettiste, saxophoniste soprano et chef d'orchestre de jazz Claude Luter (1923-2006).

## Historique
Cette voie est créée, sous le nom de provisoire de « voie FR/20 ». Le Conseil du 20e arrondissement, en 2012, souhaite que cette esplanade porte le nom de Claude Luter, né dans cet arrondissement.

## Bâtiments remarquables et lieux de mémoire
- La porte des Lilas
- La place du Maquis-du-Vercors
- Le cinéma Étoile Lilas